# Українська автокефальна православна церква (Дзвиняч)
Українська Православна Автокефальна церква
Перша церква на території села була збудована на початку XVIII століття (точної дати не відомо)  поблизу сільської ради.
У XVIII столітті після розпаду панщини село було поділене на 40 частин і сороковою була церква. В цей час була споруджена нова дерев'яна церква, покрита гонтами, неподалік місця спорудження старої церкви. Біля медпункту на старому кладовищі похований священик, який правив в цій церкві. Проіснувала до 1914 року і розвалив її російський артилерійський снаряд.
У 1923 році була збудована нова дерев'яна церква, покрита гонтами, на місці, де споруджена теперішня. Проіснувала до 1944 року і згоріла під час проходження фронту (підпалили мадяри). В тій церкві правили священики Амброзяк, Мельничук, Давидяк.
У 1949 році на цьому ж таки місці була посвячена нова церква (православна). Документи на цю церкву виробляв Іван Волочій — голова-провізор. Церква збудована з дерева, покрита бляхою будували майстри з Купчаківки. Правив священник Настюк. Найпершим охрестили в церкві Волочія Михайла Івановича, 1949 р.н.
В 1962 році церкву закрили і тогочасна влада хотіла перетворити її на склад із сіллю, але жителі села не допустили.
6 червня 1971 року на Зелені Свята церкву підпалив місцевий житель (сільське прізвисько «Німчик») за наказом начальника міліції (компартії), який згодом покінчив життя самогубством.
В 1989 році (25 лютого) на цьому ж таки місці почалося будівництво третьої церкви.  Першими, хто взявся за будівництво, були жителі села: Гуменяк Петро, Волочій Петро, Карабінович Ярослав, Витвицький Дмитро, Сенчак Володимир, Костишин Василь, Глодан Іван. Священик Дунь Іван та дьякон Платон Никонович (священник із Росільни). Перша дитина, яка охрестилися: дівчинка Анна із села Саджава. Освячував митрополит Андрій, де висвітив на священика семінариста Канюка. Іконостас зробили майстри із Коломиї, малювали — зі Львівщини, центральну баню (кампюлі) зробив і покрив майстер з Іваниківки. Відвідав перший патріарх України Василь Романюк, який був родом із Косівщини.
У грудні 1991 року в честь побудови церкви і незалежності України на подвір'ї  церкви було поставлено дерев'яний хрест.
У 2005 році розпочато будівництво каплички на подвір'ї церкви. Поофірував житель  Дзвиняча Саїв Сергій Степанович, 1967 р.н. з нагоди народження дочки Соломії.. Освячена 2 жовтня 2005 року його Святістю Патріархом і всієї Русі-України Філаретом. У цьому ж році споруджено і освячено нову дзвіницю.